# 홍종현 (탁구 선수)
홍종현(洪鍾賢, 1945 ~ 2011)은 대한민국의 탁구 선수였다. 1970년 일본 나고야 아시아선수권대회에서 단체 은메달을 획득했다.